# خانم بیکسبی و کت سرهنگ
خانم بیکسبی و کت سرهنگ (انگلیسی: Mrs. Bixby and the Colonel's Coat) یک داستان کوتاه نوشته رولد دال است که برای اولین بار در ۱۹۵۹ منتشر شد.

## اقتباس تلویزیون
| سال  | برنامه تلویزیونی         | قسمت          | بازیگران   | یادداشت                                  |
| ---- | ------------------------ | ------------- | ---------- | ---------------------------------------- |
| ۱۹۶۰ | آلفرد هیچکاک تقدیم می‌کند | فصل ۶، قسمت ۱ | آدری مدوز  | به کارگردانی آلفرد هیچکاک                |
| 1965 | Thirty-Minute Theatre    | فصل ۱، قسمت ۹ | شلی وینترز | اعتقاد بر این است که این قسمت گم شده‌است. |
| ۱۹۷۹ | داستان‌های باورنکردنی     | فصل ۱، قسمت ۲ | جولی هریس  |                                          |